# Palliduphantes salfii
Palliduphantes salfii là một loài nhện trong họ Linyphiidae.
Loài này thuộc chi Palliduphantes. Palliduphantes salfii được miêu tả năm 1949 bởi Dresco.